# Jean-Henri Riesener
Jean-Henri Riesener, nato Johann Heinrich Riesener, (Gladbeck, 4 luglio 1734 – Parigi, 6 gennaio 1806) è stato un ebanista francese, d'origine tedesca.

## Biografia
Nato nel 1734 in Germania (Vestfalia), era figlio di un ufficiale giudiziario della corte dell'Elettore di Colonia. Come molti ebanisti del suo tempo, Johann Heinrich Riesener si recò a Parigi per completare la sua formazione. Arrivò a Parigi intorno al 1755 e si unì alla bottega di Jean-François Oeben, anch'egli immigrato tedesco. Quando Oeben morì nel 1763, Riesener rilevò la sua bottega e sposò la vedova del suo ex maestro, Françoise-Marguerite Vandercruse, sorella dell'ebanista Roger Vandercruse, con grande disappunto di uno degli altri allievi di Oeben, il suo rivale Jean-François Leleu. Fino a quando Riesener non divenne maestro ebanista (1767), utilizzò il timbro di J.-F. Oeben.
Insignito del titolo di Maestro nel 1768, fu nominato "ebanista ordinario del re" nel 1774 e divenne il fornitore ufficiale della Corona. Dal 1769 al 1784 fornì alla corte e alla famiglia reale - in particolare alla regina Maria Antonietta - sontuosi mobili in stile neoclassico. È considerato uno dei migliori esponenti dello stile di transizione e nel 1769 completò il famoso secrétaire à cylindre di Luigi XV, o "scrivania del re", iniziato da Oeben nove anni prima.
Riesener si circondava di una clientela favolosa, era l'ebanista à la mode, tanto che tutta Parigi voleva acquistare i suoi mobili e il suo successo andava ben oltre i confini al punto che consegnava a tutte le corti d'Europa; sebbene di origine tedesca, il suo sontuoso mobilio rappresentava l'arte e il lusso francesi.
I mobili di Riesener erano tuttavia costosi e il suo cliente principale, la Corona, non poteva più pagare i conti. L'intendente del Garde-Meuble Fontanieu lo rimproverò per i suoi prezzi eccessivi. Nel 1783 il nuovo Intendente generale Marc-Antoine Thierry de Ville-d'Avray giudicò i prezzi troppo alti, persino ridicoli. La bottega prolifica e di alto profilo di Riesener declinò rapidamente, fino al punto di essere estromessa dal prestigioso Garde-meuble della Corona a favore di un altro ebanista tedesco, Guillaume Beneman. Nel 1789 scoppiò la rivoluzione.
Nell'ottobre del 1791 i tesori di Versailles furono venduti, il mobilio fu svuotato e furono organizzate enormi aste. Riesener riacquistò alcuni dei suoi mobili a prezzi inferiori a quelli a cui la Corona li aveva acquistati da lui, ma non fu in grado di rivenderli sia perché gran parte della sua clientela era scomparsa, ma anche a causa dei cambiamenti della moda. Questi mobili eccezionali non vengono più venduti.
I suoi prestigiosi clienti fuggirono dal Terrore e si rifugiarono in Inghilterra. Riesener perse definitivamente tutti gli ordini e impiegò i suoi colleghi ebanisti a realizzare calci di fucile. Chiuse definitivamente il suo laboratorio nel 1801 e morì povero nel faubourg Saint-Antoine di Parigi nel 1806, all'età di 71 anni.
Suo figlio Henri-François Riesener (1767-1828) fu un ritrattista allievo di Jacques-Louis David, padre a sua volta del pittore romantico Léon Riesener (1808-1878).

## La produzione di Riesener

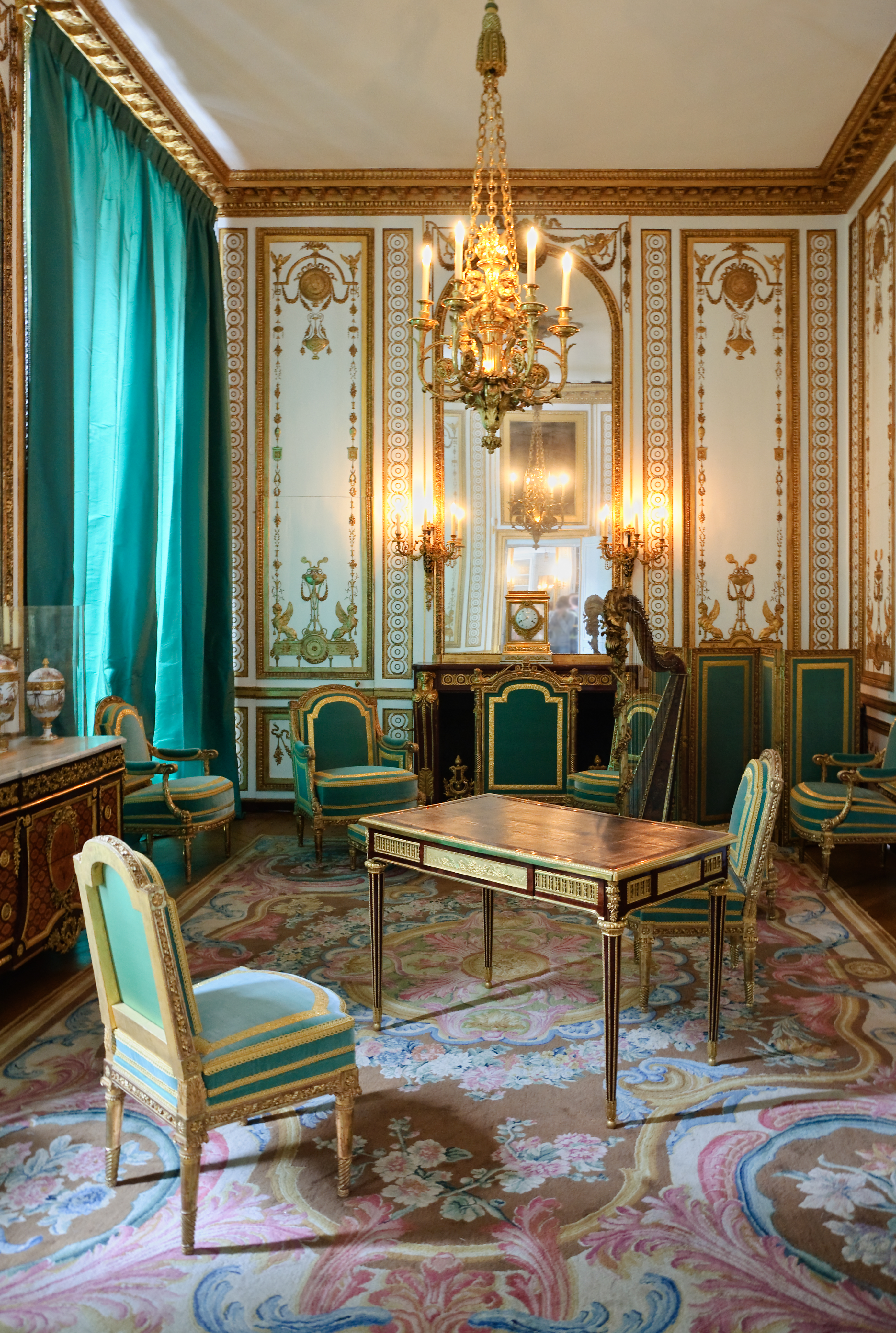
Il Bureau di Maria Antonietta di Riesener (1783), gabinetto dorato del piccolo appartamento della regina alla Reggia di Versailles.

### Una produzione raffinata
Una delle caratteristiche distintive del suo stile, oltre alle ricche decorazioni a intarsio della tradizione di Oeben, è l'uso di bronzi dorati estremamente fini; fu uno dei primi a nascondere sistematicamente i loro fissaggi. Con l'aiuto di Pierre-Élisabeth de Fontanieu, intendente del Garde-Meuble della Corona, Riesener fu responsabile dell'evoluzione dello stile Luigi XV verso lo stile Luigi XVI.
Il design e il registro decorativo di Riesener sono perfettamente padroneggiati. Le proporzioni sono forti e leggere allo stesso tempo. Gli ensemble in mogano dai colori profondi sono potenti, ma le forme e la varietà del mogano conferiscono loro una grande eleganza. Ha l'arte e il modo di scegliere le specie per creare volumi. Come la cassettiera per la camera da letto del Re nel Museo di Sèvres, i suoi lavori sono caratterizzati da una struttura in rovere meticolosa, che riflette la qualità voluta dall'ebanista; il piano è liscio, con incastri a coda di rondine nei lati; lo schienale è composto da due grandi pannelli incastonati in una cornice, che a sua volta è scanalata nei montanti posteriori; anche i cassetti sono realizzati in rovere a quarti, noto anche come rovere d'Ungheria.
Una caratteristica particolare della composizione di Riesener sono le mezze cornici che sottolineano la proiezione centrale. Questa composizione e le sue variazioni si trovano su quasi tutti i suoi cassettoni. La maestria e l'abilità del maestro si notano anche nella creazione dei fianchi con taglio frontale, che presentano la doppia difficoltà di essere sia sporgenti che curvi. Un'altra caratteristica speciale del lavoro dell'ebanista è l'inizio degli stipiti posteriori.

### LecommodesLuigi XVI di Riesener
Sulla commode Luigi XVI, Riesener compie un passo originale che diventerà il suo marchio di fabbrica: crea una rientranza nella parte anteriore che viene disposta come un quadro. Questo quadro decorativo può essere definito come un elemento architettonico accompagnato da modanature e boiserie, oppure su cassettoni prestigiosi, appone pannelli di lacca o trofei in intarsio, la firma della sua arte.
Riesener creò le sue cassettiere come vere e proprie opere d'arte e, per alleggerire le linee, l'ebanista curvò i lati, una vera e propria prodezza nell'arte dell'ebanisteria. I bronzi dei suoi mobili sono assolutamente eccezionali e la qualità della lavorazione è notevole.

### I caratteristici modelli in bronzo
Il laboratorio di bronzo di Riesener è un universo completo. Ereditato dal suo maestro J.-F. Oeben, dispone di una fucina per il ferro (serrature, bussole, meccanismi segreti, ecc.) e di un forno per la produzione di bronzi. La cesellatura è estremamente fine, simile al lavoro di un orafo. Riesener progettava e produceva i propri modelli, il che lo distingueva da tutti i suoi colleghi. Un'altra caratteristica distintiva del lavoro di Riesener, che lo distingue dal resto della produzione parigina di questo periodo, è l'uso di questi bronzi, che si possono trovare su diversi cassettoni di questo periodo (1774-1784): le scarpette a forma di foglie d'acqua o di acanto e le grandi scanalature della serratura composte da ghirlande traforate - come il cassettone commissionato da Maria Antonietta il 15 maggio 1784.

## Il Progetto Riesener

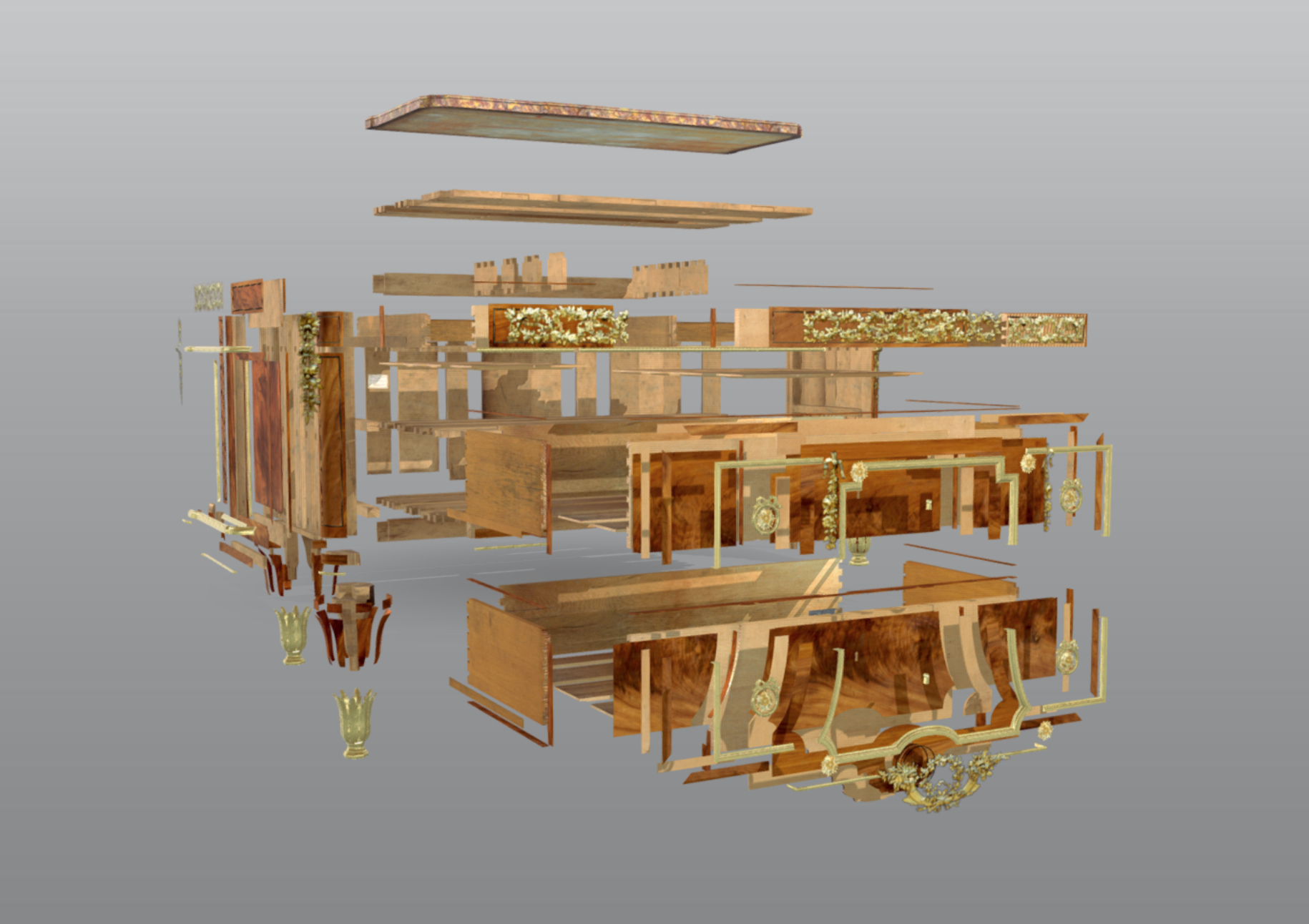
Un modello 3D interattivo di una cassettiera Riesener realizzato dalla Wallace Collection.

Jean-Henri Riesener e i suoi mobili sono stati oggetto di un progetto di ricerca durato sei anni, condotto da conservatori e curatori della Wallace Collection, di Waddesdon Manor e della Royal Collection. L'esame ravvicinato dei trenta mobili di Riesener presenti nelle tre collezioni, insieme alla ricerca storico-artistica e archivistica, ha rivelato molto di ciò che era precedentemente sconosciuto sui materiali e sulle tecniche utilizzate dall'ebanista, oltre che sulle sue pratiche di laboratorio. Il progetto ha anche esplorato lo sviluppo del mercato dei mobili di Riesener nel XIX secolo e l'influenza che i suoi disegni e le sue tecniche di ebanisteria hanno avuto sui mobilieri successivi.

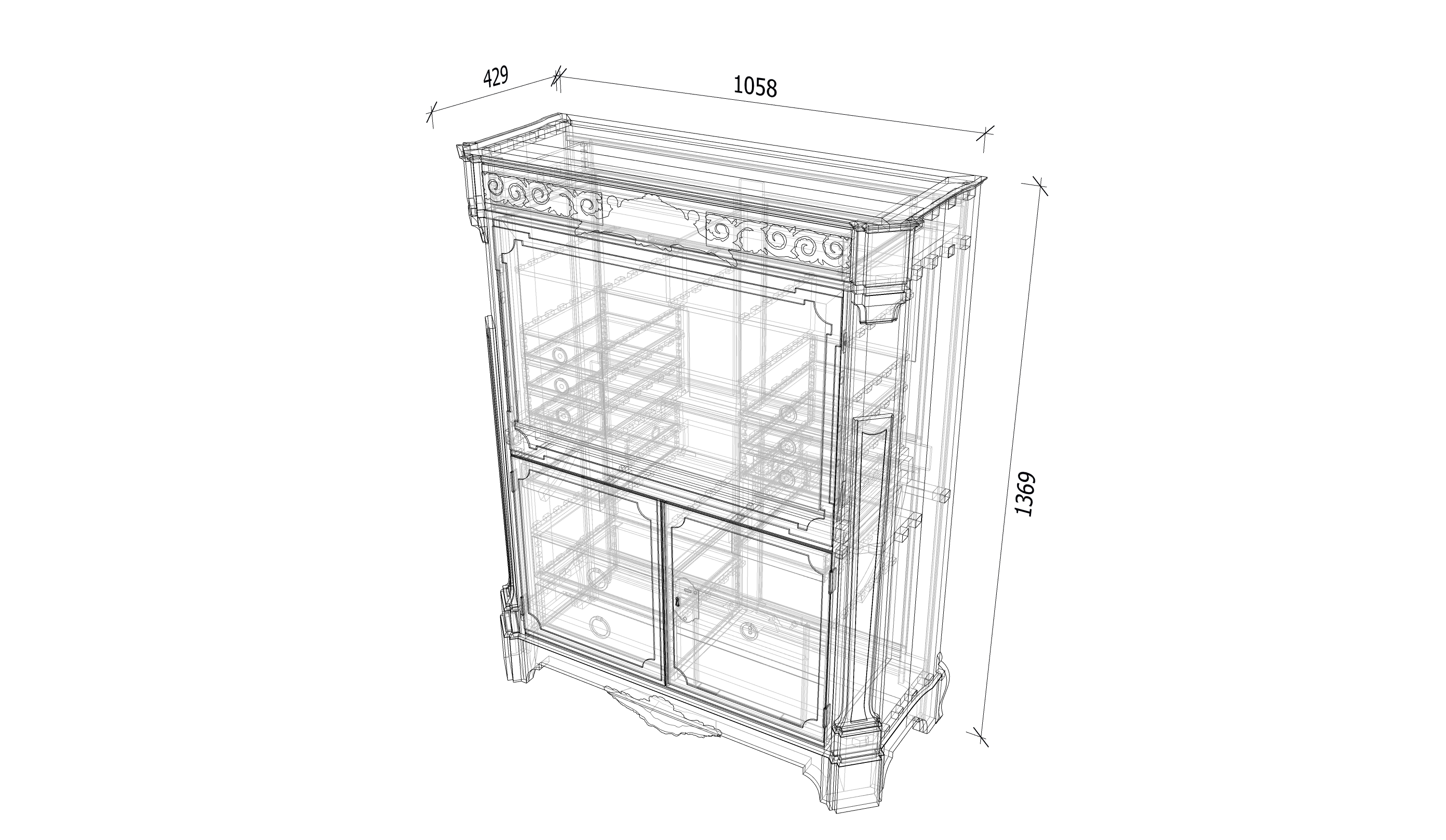
Disegno isometrico di una scrivania a ribalta della Wallace Collection.

I risultati del progetto hanno portato alla pubblicazione della prima importante monografia su Riesener, mentre l'esame tecnico dettagliato dei materiali, della struttura e delle condizioni degli oggetti, nonché l'analisi scientifica, hanno permesso di creare modelli 3D interattivi. I modelli rivelano la grande complessità della realizzazione di questi mobili, nonché l'ingegno di Riesener come artigiano. Possono essere esplorati attraverso un microsito completo e un percorso dedicato a Riesener, oltre a voci di catalogo, saggi, video e disegni isometrici.

## Opere esposte
- Austria
  - Vienna, Museum für angewandte Kunst
- Francia
  - Bernay, Musée des Beaux-Arts
  - Chantilly, Museo Condé, commode della camera di Luigi XVI, destinata a Versailles
  - Compiègne, Castello
  - Fontainebleau, Castello
  - Lione, Musée des arts décoratifs
  - Parigi, Archivi nazionali
  - Parigi, Musée des Arts Décoratifs
  - Parigi, Museo Carnavalet
  - Parigi, Museo del Louvre
  - Parigi, Museo Nissim de Camondo
  - Saint-Jean-Cap-Ferrat, Villa Ephrussi de Rotschild
  - Sèvres, Museo nazionale della ceramica
  - Versailles, il museo nazionale e dei Trianon ospita la migliore collezione di mobili di J.-H. Riesener. Include il famoso Table des Muses (una parte del quale si trova a Trianon).

Oltre a questi mobili esposti nei musei, altre creazioni di ebanisteria si trovano all'interno del Mobilier national in varie sedi, tra cui il Palazzo dell'Eliseo: i presidenti Valéry Giscard d'Estaing e poi Emmanuel Macron hanno scelto una scrivania di Jean-Henri Riesener. Sulla stessa scrivania, uno dei loro predecessori, Raymond Poincaré, avrebbe firmato il decreto di svalutazione del franco nel giugno 1926.
- Paesi Bassi
  - Amsterdam, Rijksmuseum
- Portogallo
  - Lisbona, Museo Calouste Gulbenkian
- Regno Unito
  - Aylesbury, Waddesdon Manor
  - Londra, Buckingham Palace
  - Londra, Wallace Collection
  - Londra, Victoria and Albert Museum, collezione Jones
- Russia
  - San Pietroburgo, Reggia di Pavlovsk
- Stati Uniti d'America
  - Boston, Museum of Fine Arts, collezione Forsyth Wickes
  - Chicago, Art Institute
  - Cleveland, Cleveland Museum of Art
  - Detroit, Detroit Institute of Arts
  - Filadelfia, Philadelphia Museum of Art
  - Malibù, Villa Getty
  - New York, Frick Collection
  - New York, Metropolitan Museum of Art
  - Saint Louis, Saint Louis Art Museum
  - San Marino, collezione Huntington
  - Washington, Hillwood Museum
  - Washington, National Gallery of Art